# آئین وربا
آئین وربا یک سکونتگاه مسکونی در موریتانی است.